# جيمس وليامز (أستاذ جامعي)
جيمس وليامز (بالإنجليزية: James Williams)‏ هو عازف بيانو أمريكي، ولد في 8 مارس 1951 في ممفيس في الولايات المتحدة، وتوفي في 20 يوليو 2004 في مانهاتن في الولايات المتحدة.

## وصلات خارجية
- جيمس وليامز على موقع IMDb (الإنجليزية)
- جيمس وليامز على موقع ميوزك برينز (الإنجليزية)
- جيمس وليامز على موقع أول ميوزيك (الإنجليزية)
- جيمس وليامز على موقع ديسكوغز (الإنجليزية)
- جيمس وليامز على موقع قاعدة بيانات الفيلم (الإنجليزية)